# Allah-Las
Allah-Las — американская рок-группа из Лос-Анджелеса, штат Калифорния, основанная в 2008 году. Группа состоит из Майлза Мичауда (вокал, гитара), Мэттью Коррея (перкуссия, вокал), Спенсера Данэма (бас, вокал) и Педрума Сядатяна (соло-гитара, вокал).

## История
Группа была основана в 2008 году, когда школьные друзья Мэтт Коррея и Спенсер Данэм встретили Педрума Сядатяна во время совместной работы на студии Amoeba Record в Лос-Анджелесе. Они начали проводить джем-сейшены и совместно со школьным другом Коррея и Данэма Майзлом — Мичаудом основали группу. Они выпустили свою первую 7-дюймовую пластинку — «Catamaran/Long Journey» в 2011 году, продюсером пластинки выступил Ник Уотерхаус для своего лейбла Pres. В 2012 году они выпустили свой второй сингл — «Tell Me (What's on Your Mind)/Sacred Sands», продюсером пластинки снова выступил Уотерхаус, но на этот раз на новом лейбле Innovative Leisure.
В сентябре 2012 года группа выпустила свой дебютный одноимённый альбом, продюсером пластинки выступил Уотерхаус для лейбла Innovative Leisure. Альбом был охарактеризован как «an effortlessly wistful batch of starry-eyed, minor-key beauties that gently ruminate on the usual young-guy subjects: sex, freedom, the ways the former can interfere with the latter and vice versa». В октябре 2012 года на NPR World Café использовали две песни Allah-Las, отметив, «что музыка запечатлеет беззаботное, ветряное звучание Калифорнии... мечтательный романтизм с настроением когда можно одновременно чувствовать радость и тоску».
Allah-Las завершили свой первый тур в 2011 году (до побережья Калифорнии, от Сан-Диего до Сан-Франциско). В 2012 году они были в гастролях на восточном побережье и в Европе, где их первое шоу в Лондоне, Великобритания, было описано The Guardian как «блаженные 45 минут прохладной ночи». В 2014 году они выпустили свой второй альбом Worship the Sun.
Группа выпустила свой третий альбом Calico Review 9 сентября 2016 года на лейбле Mexican Summer. Альбом был записан в середине 2016 года на студии Valentine Recording Studio в Лос-Анджелесе, Калифорния.
В августе 2017 года концерт Allah-Las в Роттердаме был отменён после того как датская полиция, действуя по наводке своих испанских коллег, остановила фургон с газовыми баллончиками рядом с местом. Событие произошло 6 дней спустя после того как исламская террористическая ячейка убила 16 человек в районе Барселоны.
3 ноября 2017 года группа выпустила EP Covers #1 на лейбле Musican Summer. Пластинка содержит четыре кавер-версии песен Джорджа Харрисона, Television, Кэти Хайдеман и Further. Он был записан в Топанга Каньон, Калифорния в Pump House при поддержке Кайл Мулларки.
В 2019 году группа выпустила новый альбом под названием Lahs.

## Дискография

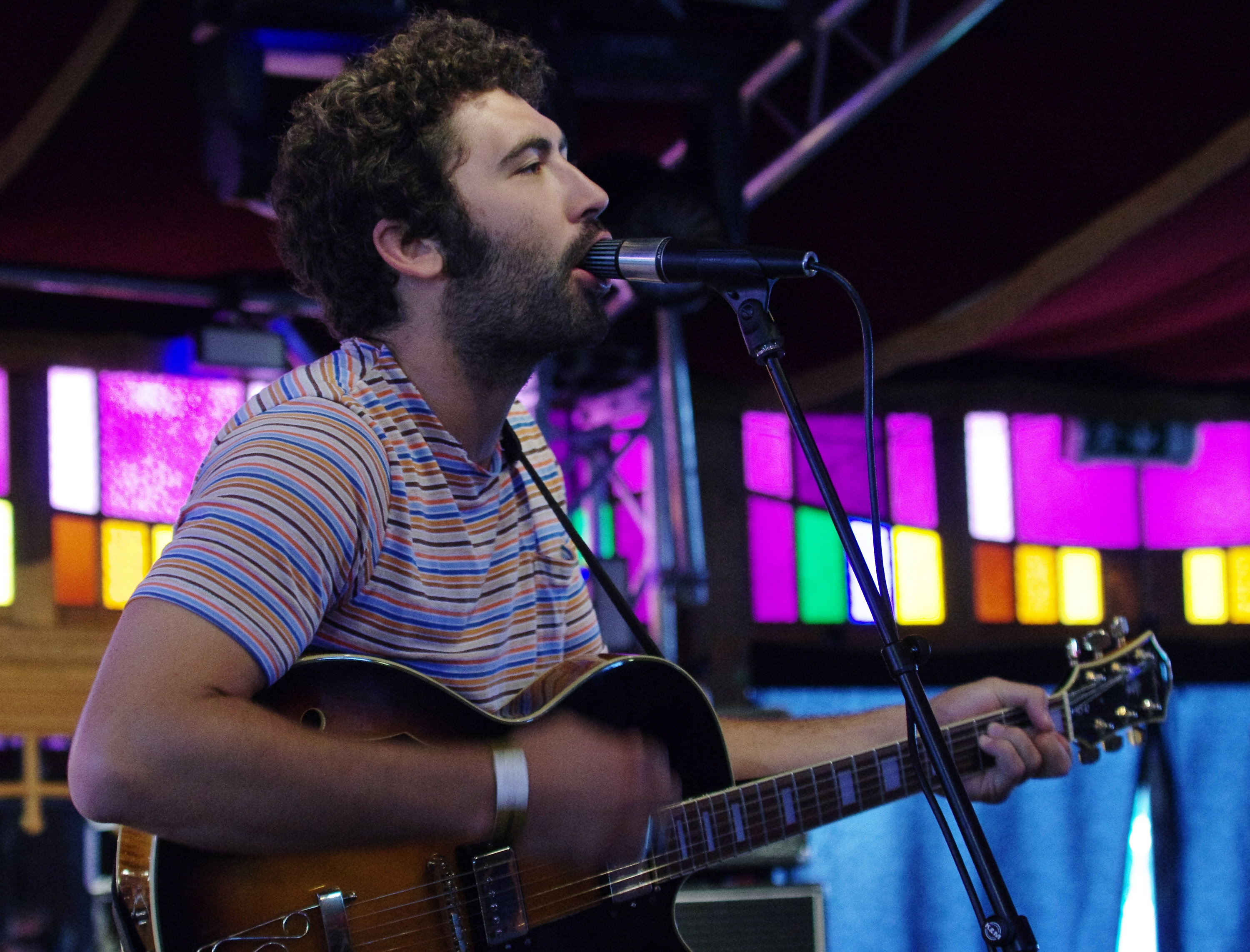
Майлз Мичауд из Allah-Las в живую в 2013 году

### Альбомы
| №                   | Название                        | Длительность |
| ------------------- | ------------------------------- | ------------ |
| 1.                  | «Catamaran»                     | 3:34         |
| 2.                  | «Don't You Forget It»           | 3:04         |
| 3.                  | «Busman's Holiday»              | 3:28         |
| 4.                  | «Sacred Sands»                  | 3:31         |
| 5.                  | «No Voodoo»                     | 3:01         |
| 6.                  | «Sandy»                         | 2:44         |
| 7.                  | «Ela Navega»                    | 3:54         |
| 8.                  | «Tell Me (What's on Your Mind)» | 3:32         |
| 9.                  | «Catalina»                      | 3:43         |
| 10.                 | «Vis-A-Vis»                     | 3:28         |
| 11.                 | «Seven Point Five»              | 2:47         |
| 12.                 | «Long Journey»                  | 3:12         |
| Общая длительность: | Общая длительность:             | 39:56        |

| №                   | Название                    | Длительность |
| ------------------- | --------------------------- | ------------ |
| 1.                  | «De Vida Voz»               | 2:31         |
| 2.                  | «Had It All»                | 2:40         |
| 3.                  | «Artifact»                  | 3:33         |
| 4.                  | «Ferus Gallery»             | 3:35         |
| 5.                  | «Recurring»                 | 2:16         |
| 6.                  | «Nothing to Hide»           | 3:40         |
| 7.                  | «Buffalo Nickel»            | 2:46         |
| 8.                  | «Follow You Down»           | 3:10         |
| 9.                  | «501-415»                   | 1:43         |
| 10.                 | «Yemeni Jade»               | 2:38         |
| 11.                 | «Worship the Sun»           | 2:49         |
| 12.                 | «Better Than Mine»          | 2:49         |
| 13.                 | «No Werewolf» (bonus track) | 2:28         |
| 14.                 | «Every Girl» (bonus track)  | 3:25         |
| Общая длительность: | Общая длительность:         | 40:03        |

| №                   | Название              | Длительность |
| ------------------- | --------------------- | ------------ |
| 1.                  | «Strange Heat»        | 2:25         |
| 2.                  | «Satisfied»           | 3:39         |
| 3.                  | «Could Be You»        | 3:13         |
| 4.                  | «High & Dry»          | 2:51         |
| 5.                  | «Mausoleum»           | 2:31         |
| 6.                  | «Roadside Memorial»   | 2:38         |
| 7.                  | «Autumn Dawn»         | 3:36         |
| 8.                  | «Famous Phone Figure» | 2:25         |
| 9.                  | «200 South La Brea»   | 2:50         |
| 10.                 | «Warmed Kippers»      | 2:51         |
| 11.                 | «Terra Ignota»        | 3:26         |
| 12.                 | «Place in the Sun»    | 3:07         |
| Общая длительность: | Общая длительность:   | 35:32        |

| №                   | Название                | Длительность |
| ------------------- | ----------------------- | ------------ |
| 1.                  | «Holding Pattern»       | 4:08         |
| 2.                  | «Keeping Dry»           | 3:54         |
| 3.                  | «In the Air»            | 2:13         |
| 4.                  | «Prazer em Te Conhecer» | 3:06         |
| 5.                  | «Roco Ono»              | 4:02         |
| 6.                  | «Star»                  | 4:08         |
| 7.                  | «Royal Blues»           | 2:32         |
| 8.                  | «Electricity»           | 2:58         |
| 9.                  | «Light Yearly»          | 4:01         |
| 10.                 | «Polar Onion»           | 2:46         |
| 11.                 | «On Our Way»            | 3:34         |
| 12.                 | «Houston»               | 2:13         |
| 13.                 | «Pleasure»              | 4:22         |
| Общая длительность: | Общая длительность:     | 43:57        |

### Синглы
- "Catamaran" / "Long Journey" – Pres, 2011
- "Tell Me (What's on Your Mind)" / "Sacred Sands" – Innovative Leisure, 2012
- "Don't You Forget It" (Record Store Day split with Nick Waterhouse) – Innovative Leisure, 2012
- "Had It All" b/w "Every Girl" – Innovative Leisure, 2013
- "501-415" b/w "No Werewolf" – Innovative Leisure, 2014
- "Autumn Dawn" (alternate version) b/w "Hereafter" – Mexican Summer, 2017
- "Famous Phone Figure" b/w "Burning in Heaven" – Mexican Summer, 2017
- "Could Be You" b/w "Brittany Glasz" – Mexican Summer, 2017
- "Raspberry Jam" – Mexican Summer, 2019 (from the soundtrack for Self Discovery for Social Survival)

### Другие записи
- "Marionberry Jam" – A Decade Deeper (track 9) – Mexican Summer, 2018
- "Mulberry Jam" – Self Discovery for Social Survival (track 2) – Mexican Summer, 2019
- "Raspberry Jam" – Self Discovery for Social Survival (track 4) – Mexican Summer, 2019
- "Blueberry Jam" – Self Discovery for Social Survival (track 5) – Mexican Summer, 2019
- "Boysenberry Jam" – Self Discovery for Social Survival (track 7) – Mexican Summer, 2019
- "Blackberry Jam" – Self Discovery for Social Survival (track 8) – Mexican Summer, 2019